# Шварценбах, Блейк
Александр Блейк Шварценбах (англ. Alexander Blake Schwarzenbach; род. 21 мая 1967 года) — американский певец и музыкант. Является вокалистом и гитаристом панк-рок-группы Jawbreaker, базирующейся в Сан-Франциско (1986—1996 гг.; 2017 — настоящее время), а также участником групп Jets to Brazil (1997—2003 гг.), The Thorns of Life (2008—2009 гг.) и forgetters (2009—2013 гг.). Несмотря на то, что сам Шварценбах не добился большого успеха в мейнстриме, он и его группы, в которых он был участником, оказали влияние на множество музыкальных коллективов.

## Ранняя жизнь и образование
Раннее детство Шварценбаха прошло в Беркли, штат Калифорния, Портленде, штат Орегон, и Боулдере, штат Колорадо. После переезда в Венис, что в западной части Лос-Анджелеса, штат Калифорния, чтобы жить со своим отцом, он посещал школу Crossroads School, частную школу K-12 в Санта-Монике, штат Калифорния. Затем с 1985 по 1991 год он учился в Нью-Йоркском университете, в том числе в Калифорнийском университете Санта-Крус в 1985 году. В 1991 году он получил степень бакалавра искусств в Нью-Йоркском университете по английской литературе и творческому письму.

## Музыкальная карьера

### Jawbreaker
Группа Jawbreaker была образована в 1986 году после того, как Блейк Шварценбах и барабанщик Адам Пфалер откликнулись на листовку, которую басист Крис Бауэрмейстер разместил в кафетерии общежития Нью-Йоркского университета. Группа отыграла свой первый концерт под названием Jawbreaker 16 марта 1989 года в клубе 88 в Лос-Анджелесе, Калифорния. Jawbreaker распались летом 1996 года. Они играли вместе десять лет и выпустили четыре альбома. Их последнее выступление состоялось 19 мая 1996 года в театре Capitol в Олимпии, штат Вашингтон.
19 апреля 2017 года Jawbreaker объявили, что они воссоединяются после 21-летнего перерыва и с тех пор дали множество концертов. Они также рассматривают возможность написания нового материала.

### Jets to Brazil
Затем, в 1997 году, Шварценбах сформировал инди-группу Jets to Brazil с Джереми Шатлейном из Handsome и Крисом Дели из Texas Is the Reason. Jets to Brazil выпустили три альбома, прежде чем распались после летнего тура в 2003 году.

### The Thorns of Life
В октябре 2008 года Блейк рассказал, что недавно начал писать музыку для «пока ещё неназванной группы» с барабанщиком Аароном Кометбусом (ранее из Crimpshrine) и басистом Дэниелом Си, ранее игравшим в The Gr’ups и Cypher in the Snow, но наиболее известным благодаря их постоянным ролям в теле-сериале «Секс в другом городе». С тех пор группа получила название The Thorns of Life — название, возможно, взято из строчки стихотворения Перси Биш Шелли «Ода Западному ветру»: «I fall upon the thorns of life! I bleed!».
В ноябре 2008 года группа отыграла пару концертов в Бруклине, видео и обзоры которых были доступны в Интернете. В январе 2009 года они отыграли ряд концертов по всей Калифорнии, включая концерты в Сан-Диего, Лос-Анджелесе, Сан-Франциско, Окленде, Санта-Розе, Беркли (аншлаги на 924 Gilman Str.) и завершились 1 февраля 2009 года в Санта-Крузе. Их музыка была описана как включающая в себя несколько довольно грубых риффов в стиле «смарт-панк».
Говоря о группе, Шварценбах писал в Facebook следующее: 

Я могу сказать только, что это громко и нежно, и нас называют The Thorns of Life. честно говоря, я не знаю, звучит ли это более в стиле Jets to Brazil или Jawbreaker; Это звучит как кладезь искренней ненависти последних нескольких лет и настоящего момента.
В июне 2009 года ходили слухи о выходе первого альбома под названием Legislators or Prophets, но он так и не был записан. В августе 2009 года Шварценбах объявил, что The Thorns of Life распались и что он основал новую группу под названием forgetters.
Хотя группа никогда не выпускала студийных записей, различные бутлеги их живых выступлений указывают на то, что за время своего существования они написали в общей сложности двенадцать песен: «My First Time», «Available», «I Hate New York», «Kryptonite», «Subway», «Vivid Green», «We Build Al Qaeda in Washington», «From a Tower», «Black Art», «Not a Track Bike», «O Deadly Death» и «Ribbonhead». Последние четыре песни из списка были добавлены Шварценбахом в сет-лист дебютного альбома forgetters. С 2018 года Jawbreaker исполняют «Black Art» вживую.

### forgetters
В августе 2009 года, вскоре после распада The Thorns of Life, Блейк Шварценбах объявил о своём участии в новой группе — forgetters, в состав которого также входят барабанщик оригинального состава Against Me! Кевин Мэйхон и Кэролайн Пакита.
В ноябре 2009 года The Village Voice отметили, что «Если бы они захотели, то, вероятно, forgetters… могли бы стать „супергруппой“ — барабанщик Кевин Мэйхон играл в первом составе Against Me!, а басистка Кэролайн Пакита была в Bitchin', — но в основном они держатся в тени». В журнал Chicago Reader группу описали как «худощавое, грубое пауэр-трио».
Их первая запись, одноимённый мини-альбом в формате Double Seven, в который вошли песни «Vampire Lessons», «Too Small to Fail», «Not Funny» и «The Night Accelerates», и был выпущен на собственном лейбле группы Too Small to Fail Records 21 сентября 2010 года. Песня «Too Small to Fail» была отсылкой к гастролям группы в конце 2009 и начале 2010 года по северо-востоку и юго-востоку Соединённых Штатов. Мини-альбом получил положительные отзывы; в Willamette Week альбом описали как «великолепным пьяным спотыканием в тумане и смоге Ист-Бэй».
В начале 2011 года forgetters отправились на гастроли по Западному побережью с группой Street Eaters, а в апреле и мае 2011 года группа отправилась с гастролями по Европе. Пакита покинула группу после европейских гастролей. Ходили слухи, что группа распалась, но в начале 2012 года появилась фотография, которая указывала на то, что forgetters всё ещё записываются в рамках дуэта. 13 ноября 2012 года группа выпустила свой дебютный одноимённый альбом, спродюсированный Джей Роббинсом, который также участвовал в записи играя на бас-гитаре.
После выхода полноформатного альбома группа тихо прекратила свою деятельность и в конечном итоге распалась в 2013 году. В 2017 году Шварценбах воссоединился с Jawbreaker.

## Влияние
Шварценбах в значительной степени остаётся влиятельной фигурой на панк-/эмо-/инди-музыкальной сцене. Он известен как «один из крёстных отцов эмо». У него есть преданные поклонники среди музыкантов этого жанра, особенно благодаря его песням во время игры в Jawbreaker, о чём свидетельствует множество групп, отдавших дань уважения группе на трибьют-альбоме 2003 года Bad Scene, Everyone’s Fault: Jawbreaker Tribute. Блейк был персонажем онлайн-игры Emogame 2. Главный герой веб-комикса «Nothing Nice to Say», Блейк, назван в его честь и имеет внешнее сходство с ним. Песня фолк-панк-группы Defiance «I’m Just Going to Leave…» отсылает к Jawbreaker, как и песня «I Must Be Hateful» группы Lagwagon. Песня The Get Up Kids «I’ll Catch You» отсылает к песне Jawbreaker «Jinx Removing». Песня группы Smoking Popes «You Spoke to Me» — дань влиянию Шварценбаха на жизнь вокалиста Джоша Кейтерера. В песне Pootie «What Will They Think?» также есть несколько отсылок к Jawbreaker. Он также упоминается в песне «Friend of Mine» группы Eve 6, где есть такие строчки: «Remember that Blake said to „make sure you wake and help save your generation“». «Without Eyes Still Seeing» Рокки Вотолато — ещё одна песня, в которой упоминается Шварценбах: «Dylan, Drake, even Schwarzenbach! — How you became heroes I’ll never forget». Шотландская пост-панк-группа Count Florida выпустила цифровой сингл в феврале 2021 года, в котором ему была посвящена целая песня «Blake».